# Municipio de Little Egg Harbor
El municipio de Little Egg Harbor (en inglés: Little Egg Harbor Township) es un municipio ubicado en el condado de Ocean  en el estado estadounidense de Nueva Jersey. En el año 2010 tenía una población de 20,065 habitantes y una densidad poblacional de 105.8 personas por km².

## Geografía
El municipio de Little Egg Harbor se encuentra ubicado en las coordenadas 39°36′39″N 74°21′26″O / 39.61083, -74.35722.

## Demografía
Según la Oficina del Censo en 2000 los ingresos medios por hogar en el municipio eran de $45,628 y los ingresos medios por familia eran $51,580. Los hombres tenían unos ingresos medios de $39,668 frente a los $29,576 para las mujeres. La renta per cápita para la localidad era de $20,619. Alrededor del 6.5% de la población estaba por debajo del umbral de pobreza.